# پیچک‌محله
پیچک محله، روستایی است از توابع بخش مرکزی شهرستان علی‌آبادکتول در استان گلستان ایران.
مردم پیچک محله عموماً به کشاورزی و دامپروری مشغول هستند، محصول اصلی کشاورزی این روستا توتون و شالی است.

## جمعیت
این روستا در دهستان کتول قرار دارد و براساس سرشماری مرکز آمار ایران در سال ۱۳۸۵، جمعیت آن ۲۳۰۴ نفر (۵۵۴خانوار) بوده‌است. مردم پیچک محله به گویش کتولی که گویشی از زبان مازندرانی است صحبت می کنند.